# Mont Hérault
Pour les articles homonymes, voir Hérault.
Le mont Hérault est une colline située au sud-ouest de l'île de Guernesey le long de la côte méridionale de l'île anglo-normande dans la paroisse de Torteval.

## Géographie
Le mont Hérault s'élève à une altitude de 70 mètres. C'est le point culminant de la pointe occidentale de l'île. Le mont Hérault surplombe du haut de sa falaise la Manche. Il fait partie du Massif armoricain.

## Histoire
Lors des guerres napoléoniennes et des menaces d'invasion des îles anglo-normandes par les troupes françaises fut construite par les autorités des États de Guernesey, sur le sommet du mont Hérault, une maison de guet, aux fonctions identiques à celles d'une tour de guet, pour surveiller la côte méridionale de l'île de Guernesey, par la milice armée.
Pendant la Seconde Guerre mondiale, les troupes allemandes d'occupation firent construire de nombreux blockhaus sur la ligne de crêtes de Guernesey, notamment sur les bords du mont Hérault.